# Macerata Feltria
Macerata Feltria es una localidad y comune italiana de la provincia de Pesaro y Urbino, región de las Marcas, con 2128 habitantes.

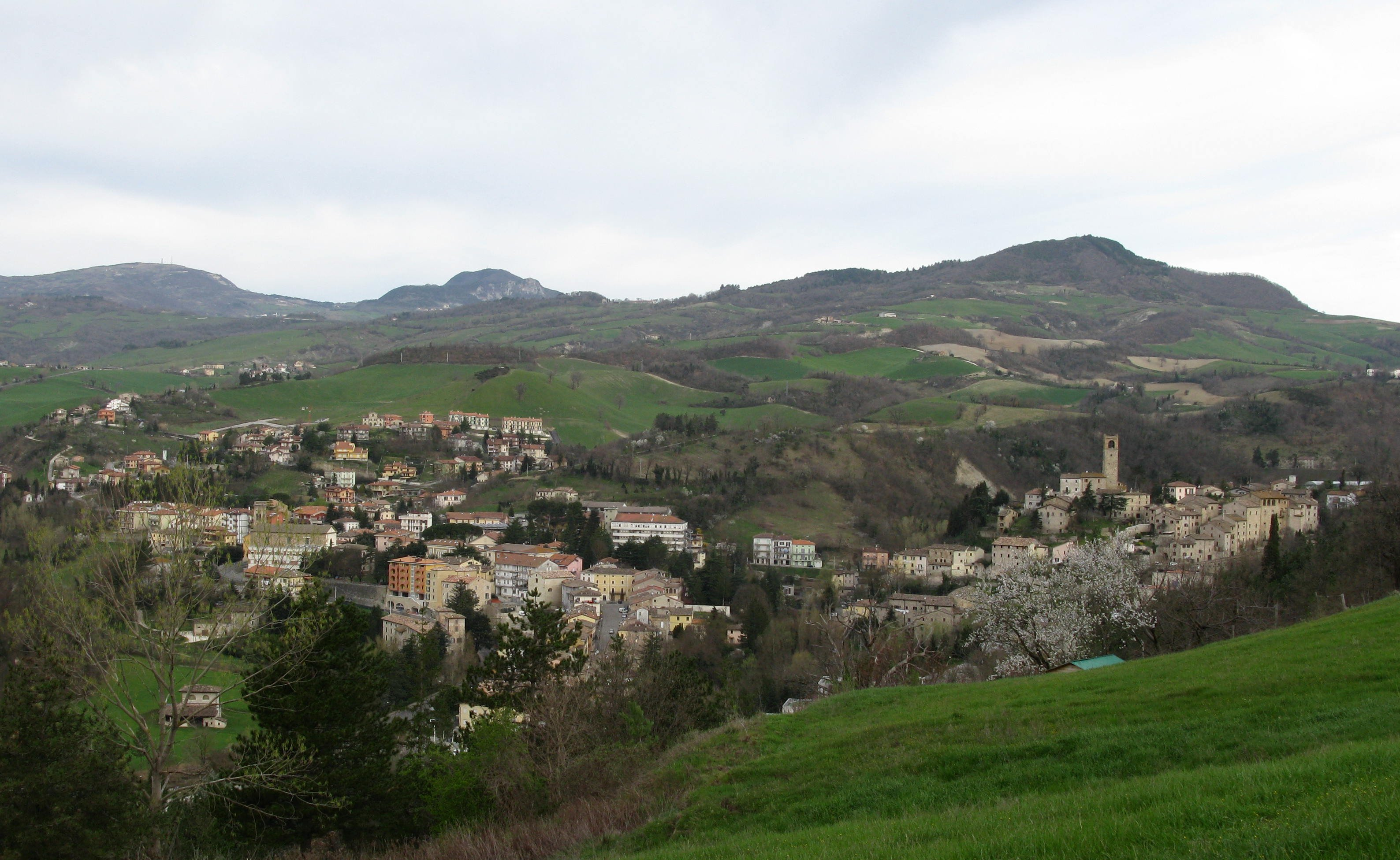
Macerata Feltria

## Evolución demográfica
| Gráfica de evolución demográfica de Macerata Feltria entre 1861 y 2001 |
|                                                                        |
| Fuente ISTAT - elaboración gráfica de Wikipedia                        |